# Phil May
Philip Arthur Dennis Kattner (Dartford, 9 de noviembre de 1944 - King's Lynn, 15 de mayo de 2020), más conocido como Phil May, fue un cantante británico.

## Biografía

### Primeros años
Nacido como Philip Wadey en Dartford, Kent, fue criado por sus tíos, cuyo apellido era May. En su infancia fue enviado a vivir con su madre y su padrastro, cuyo apellido era Kattner, pero más tarde decidió volver a cambiar su nombre a May.

### The Pretty Things
En 1963 formó el grupo Pretty Things en el Sidcup Art College con el guitarrista Dick Taylor, que acababa de dejar los incipientes Rolling Stones. Con May como cantante principal, la banda se convirtió en parte de la escena del blues rock británico y rápidamente consiguió un contrato de grabación. Se hicieron populares y tuvieron varios singles de éxito, incluido el Top Ten del Reino Unido "Don't Bring Me Down".
A finales de la década de 1960, The Pretty Things comenzó a adentrarse en la música psicodélica y May se convirtió en una prominente figura de la contracultura, conocida por su afirmación de tener "el pelo más largo de Gran Bretaña", el consumo de drogas y la bisexualidad. El álbum de 1968 S.F. Sorrow, publicado por el sello Motown Rare Earth, fue considerado el primer álbum de ópera rock. Las canciones y las letras se basaban en historias escritas por May, que a menudo se escribían mientras se grababa el álbum. Más tarde, May admitió que su consumo de LSD tuvo un gran impacto en el álbum, diciendo: "Fue como una agudización de la imaginación para mí. No creo que S.F. Sorrow hubiera sido imposible sin él, pero hay mucho ácido en las imágenes". El álbum no tuvo éxito en su momento, sino que más tarde se convirtió en un favorito de culto. May permaneció con los Pretty Things hasta que se retiraron en 2018, tras un último concierto con invitados como David Gilmour y Van Morrison.

### Phil May and the Fallen Angels
En 1976 un nuevo grupo llamado Fallen Angels, liderado por el guitarrista Mickey Finn, con Greg Ridley de Spooky Tooth y Humble Pie, Twink de The Pretty Things, y Bob Weston de Fleetwood Mac se dispuso a grabar un álbum y para las voces reclutó a May. Sin embargo, después de haber grabado sólo ocho canciones parcialmente completas, todos, excepto May, abandonaron el proyecto. May reclutó a algunos músicos más para completar el álbum Phil May and the Fallen Angels, que sólo se publicó en los Países Bajos.

### Fallecimiento
Falleció el 15 de mayo de 2020, a los 75 años, en un hospital de King's Lynn, por complicaciones derivadas de una operación de cadera tras un accidente de ciclismo. Le sobreviven su pareja y sus dos hijos.

## Discografía

### Con The Pretty Things
- The Pretty Things (1965)
- Get the Picture? (1965)
- Emotions (1967)
- S.F. Sorrow (1968)
- Parachute (1970)
- Freeway Madness (1972)
- Silk Torpedo (1974)
- Savage Eye (1976)
- Cross Talk (1980)
- ... Rage Before Beauty (1999)
- Balboa Island (2007)
- The Sweet Pretty Things (Are in Bed Now, of Course...) (2015)